# Athyroglossa ordinata
Athyroglossa ordinata är en tvåvingeart som beskrevs av Becker 1896. Athyroglossa ordinata ingår i släktet Athyroglossa och familjen vattenflugor. Inga underarter finns listade i Catalogue of Life.